# Survivor Series (2003)
Survivor Series (2003) foi o décimo-sétimo evento anual do Survivor Series, promovido pela WWE e transmitido por pay-per-view. Aconteceu dia 16 de Novembro de 2003 no American Airlines Center em Dallas, Texas e reuniu wrestlers da RAW e SmackDown brands.

## Resultados
| #                 | Resultados | Estipulções                                               | Tempos |
| ----------------- | --- | --------------------------------------------------------- | ------ |
| Sunday Night HEAT | Tajiri (c) (c/ Akio e Sakoda) derrotou Jamie Noble. | Luta individual pelo WWE Cruiserweight Championship       | 04:13  |
| 1                 | Time Angle (Kurt Angle, Chris Benoit, John Cena, Hardcore Holly, e Bradshaw) derrotou Time Lesnar (Brock Lesnar, The Big Show, Matt Morgan, Nathan Jones e A-Train).              | Five-on-five Survivor Series elimination match1           | 13:15  |
| 2                 | Molly Holly (c) venceu Lita. | Luta individual pelo WWE Women's Championship (1956–2010) | 06:48  |
| 3                 | Kane derrotou Shane McMahon. | Ambulance match                                           | 13:34  |
| 4                 | The Basham Brothers (Doug e Danny) (c) venceram Los Guerreros (Eddie e Chavo). | Luta de duplas pelo WWE Tag Team Championship             | 07:31  |
| 5                 | Time Bischoff (Chris Jericho, Christian, Randy Orton, Scott Steiner e Mark Henry) derrotou Time Austin (Shawn Michaels, Rob Van Dam, Booker T, Bubba Ray Dudley, e D-Von Dudley). | Five-on-five Survivor Series elimination match2           | 27:27  |
| 6                 | Vince McMahon venceu The Undertaker. | Buried Alive match                                        | 11:59  |
| 7                 | Goldberg (c) derrotou Triple H (c/ Ric Flair). | Luta individual pelo World Heavyweight Championship       | 11:44  |

### Survivor Series elimination matches
1
| Eliminação # | Wrestler                              | Time                                  | Eliminado por                         | Como foi eliminado                                | Tempo                                 |
| ------------ | ------------------------------------- | ------------------------------------- | ------------------------------------- | ------------------------------------------------- | ------------------------------------- |
| 1            | Hardcore Holly                        | Time Angle                            | N/A                                   | Desqualificação por empurrar o juiz antes da luta | 0:00                                  |
| 2            | A-Train                               | Time Lesnar                           | Bradshaw                              | Pinfall depois de um Clothesline From Hell        | 0:27                                  |
| 3            | Bradshaw                              | Time Angle                            | Big Show                              | Pinfall após um Chokeslam                         | 0:48                                  |
| 4            | Matt Morgan                           | Time Lesnar                           | Kurt Angle                            | Pinfall deois de um Angle Slam                    | 9:11                                  |
| 5            | Nathan Jones                          | Time Lesnar                           | Kurt Angle                            | Submissão com o Ankle Lock                        | 9:31                                  |
| 6            | Kurt Angle                            | Time Angle                            | Brock Lesnar                          | Pinfall após um F-5                               | 9:43                                  |
| 7            | Brock Lesnar                          | Time Lesnar                           | Chris Benoit                          | Submissão com um Crippler Crossface               | 11:43                                 |
| 8            | Big Show                              | Time Lesnar                           | John Cena                             | Pinfall após um FU                                | 13:15                                 |
| Survivors:   | John Cena e Chris Benoit (Time Angle) | John Cena e Chris Benoit (Time Angle) | John Cena e Chris Benoit (Time Angle) | John Cena e Chris Benoit (Time Angle)             | John Cena e Chris Benoit (Time Angle) |

²
| Eliminação # | Wrestler                    | Time                        | Eliminado por               | Como foi eliminado                                              | Tempo                       |
| ------------ | --------------------------- | --------------------------- | --------------------------- | --------------------------------------------------------------- | --------------------------- |
| 1            | Scott Steiner               | Time Bischoff               | Booker T                    | Pinfall após um Book-End                                        | 7:28                        |
| 2            | Booker T                    | Time Austin                 | Mark Henry                  | Pinfall depois de um World's Strongest Slam                     | 7:57                        |
| 3            | Mark Henry                  | Time Bischoff               | RVD e the Dudleyz           | Pinfall após um 3D e um Five-Star Frog splash                   | 10:03                       |
| 4            | RVD                         | Time Austin                 | Randy Orton                 | Pinfall depois de um RKO                                        | 12:06                       |
| 5            | D-Von Dudley                | Time Austin                 | Chris Jericho               | Pinfall após um Flashback                                       | 13:49                       |
| 6            | Bubba Ray Dudley            | Time Austin                 | Christian                   | Pinfall depois de um Unprettier                                 | 16:53                       |
| 7            | Christian                   | Time Bischoff               | Shawn Michaels              | Pinfall após um Sweet Chin Music                                | 20:28                       |
| 8            | Chris Jericho               | Time Bischoff               | Shawn Michaels              | Pinfall com um Cradle                                           | 23:58                       |
| 9            | Shawn Michaels              | Time Austin                 | Randy Orton                 | Pinfall após um Batista Bomb depois da interferência de Batista | 27:27                       |
| Survivor:    | Randy Orton (Time Bischoff) | Randy Orton (Time Bischoff) | Randy Orton (Time Bischoff) | Randy Orton (Time Bischoff)                                     | Randy Orton (Time Bischoff) |

## Nota
- Como Vince McMahon venceu Undertaker na Buried Alive Match essa foi a última vez que The Undertaker usou o personagem Bad Ass/Big Evil.